# Kanton Radolfshausen
Der Kanton Radolfshausen bestand von 1807 bis 1813 im Distrikt Göttingen (Departement der Leine, Königreich Westphalen) und wurde durch das Königliche Decret vom 24. Dezember 1807 aus dem Amt Radolfshausen gebildet. Der Kanton war von den Umstruktierungen des Distrikts zur endgültigen Festsetzung des Zustands der Gemeinden im Departement der Leine vom 16. Juni 1809 betroffen. Die Gemeinde Bösinghausen kam hinzu, und das Kerstlingeröder Feld wurde an den Kanton Grone abgegeben, wobei sich eine Neugliederung des Kantons in der unten stehenden Form ergab.

## Gemeinden
- Vorwerk Radolfshausen und Ebergötzen
- Großenlengden
- Klein Lengden mit Domäne Niedeck
- Benniehausen und Wittmarshof
- Mackenrode und bis 1809 Kerstlingeröder Feld
- Waake
- Landolfshausen und Vorwerk Rickenrode
- Falkenhagen und Potzwenden
- Sattenhausen und Vorwerk Immichenrode
- Wollmarshausen und Metzenborn

ab 1809
- Radolfshausen und Ebergötzen
- Großenlengden und Domäne Niedeck
- Waake
- Mackenrode und Bösinghausen (neu) mit Schenke Södderig
- Landolfshausen
- Falkenhagen und Potzwenden mit Rickenrode
- Sattenhausen und Vorwerk Immichenrode
- Wollmarshausen
- Benniehausen und Wittmarshof